# Shebster
Shebster is een dorp ongeveer 11 kilometer ten zuidwesten van Thurso in de Schotse lieutenancy Caithness in het raadsgebied Highland.
Hier liggen de Cnoc Freiceadain Long Cairns.